# Metla lidstva
Metla lidstva je název alba skupiny Alkehol vydaného roku 1999. Album obsahuje 13 písniček.

## Seznam písní
1. Je to príma
2. Ráno jsem vstal
3. Máme pole makový
4. Buďme veselí
5. Už nikdy víc
6. Až já budu v Mexiku
7. My jsme šťastný
8. Jedu…
9. Pěkně jsem vyváděl
10. Není o mně zájem
11. O žízni
12. Starej se o sebe
13. Piju dál